# Eidophusikon

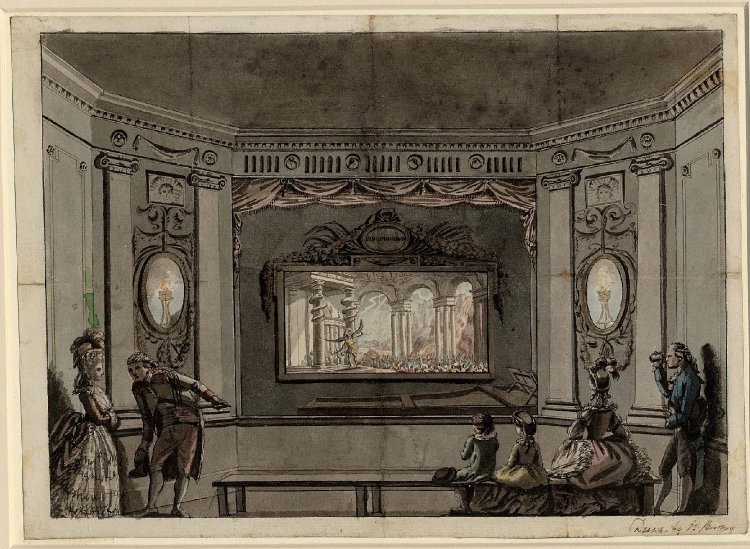
Eidophusikon

L'Eidophusikon va ser un dels primers intents de crear imatges en moviment de la mateixa manera que el panorama i el diorama. Va ser ideat per David Garrick, pintor francès, i dissenyat per Philippe Jacques de Louterbourg, pintor, il·lustrador i escenògraf conegut majoritàriament pels seus quadres de paisatges i batalles i per la seva innovació en el disseny de decorats pel teatre.
Es tractava d'un teatre en miniatura a gran escala el qual li va permetre experimentar en el seu intent de crear la il·lusió perfecta de la realitat natural: escenes de la sortida del sol, posta de sol, llum de la lluna, tempestes i volcans en diferents parts del món acompanyades d'efectes de so i música. Els efectes sonors i lumínics de l'Eidophusikon, comparats amb els espectacles vists fins aleshores, eren especialment innovadors pel seu realisme. Consistia en unes representacions immersives a partir de diversos quadres que estaven formats per parts translúcides. Aquestes eren dominades segons la il·luminació, la qual permetia canviar totalment l'aspecte de les imatges.

## Etimologia
El nom de "Eidophusikon" prové del nom grec eidoion que significa "aparició" o "imatge" combinada amb phusis, també paraula grega, que té com a significat "aparença natural", i també amb eikon que vol dir "semblança". Es tracta d'una paraula de formada per la composició de tres paraules d'origen grec. Així doncs, com bé diu el sue nom, l'invent girava entorn escenes naturals i sobrenaturals que tractaven aspectes de l'art, la tecnologia, la ciència i l'entreteniment.

## Història

### Antecedents
Cap a finals del segles XVIII un corrent artístic de gran èxit popular consistia en fer quadres de mida enorme representat escenes espectaculars o de gran interès. Robert Ker Porter el 1799 va pintar un quadre anomenat "The Storming of Seringapatam" que seguia el corrent; aquest èxit, conjuntament amb el del corrent artístic, va inspirar a Robert Barker a crear un quadre continu sobre la superfície interior d'un cilindre l'any 1780. Per aconseguir això va inventar un bastidor giratori que va patentar el 1787. Deu anys després, el 1797, va patentar l'invent amb el nom de Panorama.

### Creació
L'any 1781 Loutherbourg va decidir estrenar un espectacle que consistia en el resum de tota la innovadora màgia escènica que l'autor havia creat amb l'Eidophusikon. Es tractava de l'exposició de les seves obres a partir de cinc escenes: ‘Aurora, or the effects of the dawn, with a view of London from Greenwich Park’,‘Noon, the Port of Tangier in Africa, with the distant view of Gibraltar and Europa Point’, ‘Sunset, a view over Naples', ‘Moonlight, a view of the Mediterranean' i ‘A Storm and Shipwreck’. Es tractavaen d'escenes que seguien un fil d'ordre diari. Entremig de les escenes Loutherbourg entretenia als espectadors amb transparències acompanyades de música.
Va ser al maig de 1782 que Loutherbourg va produir una seqüela degut a l'èxit assolit amb el primer espectacle. Aquest estava organitzat de la mateixa manera que l'anterior, en cinc escenes: ‘The Sun rising through fog, an Italian seaport’, ‘The Cataract of Niagara, in North America’, ‘The setting of the Sun, after a rainy day, with a view of the Castle, Town and Cliffs of Dover’, ‘The Rising of the Moon, with a waterspout exhibiting the effect of three lights, with a view of a rocky shore on the coast of Japan' i ‘Satan arraying his troops on the banks of the fi ery lake, with the rising of Pandemonium, from Milton'. Loutherbourg va mantenir en aquest també l'ordre diari per tal d'ordenar la seva obra.
L'Eidophusikon va ser considerat la fusió entre l'art i la pintura amb la tecnologia, el moviment. L'audiència assegurava creure que la naturalesa que se'ls mostrava semblava real. Tota aquesta qualitat artística i realista va ser potenciada per la invenció d'una màquina la qual dominava amb precisió la llum. La màquina consistia en pantalles de colors vermell, morat, blau i groc que giraven davant la làmpada projectant els colors adequats depenent de l'escena. Loutherbourg va donar presència a la llum i va aprofitar-ne la capacitat artística.
L'obra després de dues temporades va començar una gira dirigida per Chapman, l'ajudant de Loutherbourg, el qual es va voler desentendre de l'espectacle. A continuació, l'obra va tornar a Londres i va patir vàries re-obertures, cada ocasió amb nous elements a l'espectacle, com músics, trucs de màgia i més show. Aquesta trajectòria exitosa de dinou anys va acabar amb la mort de Chapman, el potenciador de la gira i la continuïtat d'espectacles.

### Transcendència
L'Eidophusikon va tenir transcendència en l'àmbit artístic, i també tot i que menor, tecnològic. Va ser exemple d'art paisatgístic durant el segle següent i digne d'admiració d'artistes posteriors com Reynolds i Gainsborough. El seu èxit en l'audiència conjuntament amb invencions com el Diaphanorama de Franz Niklas König va provocar la invenció del Diorama per Daguerre, una representenció de les creacions anteriors a gran escala i millorada.

## Reconstruccions
La primera reconstrucció va ser al 2004 per Wolkenbilder a l'Exposició de Altonaer Museum (imatges de núvols) al Jenisch Haus, Hamburg. Era un teatre de mida completa amb dues escenes sobre la base de d'Loutherbourg: des de l'alba fins a la posta de sol sobre el Royal Naval College de Greenwich i una escena mediterrània amb el far, llum de la lluna, les tempestes i naufragis.
El segon Eidophusikon va ser creat al 2005 per al Centre d'Art Britànic de Yale, New Haven Connecticut i Califòrnia Huntington Library pel pintor anglès Gainsborough per a la seva col·lecció 'Sensació i sensibilitat'. Gainsborough era un gran admirador de l'Eidophusikon. Aquesta versió de mida completa va ser construïda conjuntament amb Kevin Derkin i el departament tècnic de Yale sota Rick Johnson. L'escena aquest cop va ser 'Satanàs i la Creació del Palau de Pandemonium a l'infern', de Milton del "paradís perdut".
El 2006 es va crear un tercer Eidophusikon, per Robert Poulter per al Nouveau Musée National de Mònaco. Es va crear una altra escena mediterrània amb un volcà, la llum de la lluna, la tempesta i el naufragi. Aquest Eidophusikon forma part de la col·lecció permanent del museu.